# Manu Bennett
Manu Bennett, född 10 oktober 1969 i Nya Zeeland, är en nyzeeländsk skådespelare som har medverkat i både TV-serier och filmer.
Manu Bennett är mest känd för sin roll som gallern Crixus, mästaren av Capua, i TV-serien Spartacus: Blood and Sand som produceras av American Starz sedan 2010. Han medverkar även i uppföljarna  Spartacus: Vengeance och Spartacus: War of the Damned, samt miniserien och prequeln till Spartacus, Spartacus: Gods of the Arena, som handlar om gladiatorn Spartacus.

## Biografi

### Uppväxten
Manu Bennett föddes i Nya Zeeland som son till en australiensisk bikinimodell och en nyzeeländsk sångare. Familjen flyttade till Australien när Bennett var ett par månader gammal. Han är maorier (stammarna Te Arawa och Ngāti Kahungunu) och irländare genom sin pappa. Hans mamma är av skotsk och spansk härkomst. Han växte mestadels upp mellan Sydney och Newcastle i Australien. År 1986 återvände han till Nya Zeeland för att gå på Te Aute College, där han spelade för 1st XV. När han senare återvände till Australien valdes han in i New South Wales Schoolboys Rugby Union Team. Han gav senare upp rugbyn för att satsa på sina intressen modern dans, klassisk ballet och piano, genom att söka sig till universitetet för att studera dans och drama. Därefter reste han till Los Angeles på ett stipendium för att gå på Lee Strasberg Theatre Institute.

### Karriären
Bennetts professionella skådespelarkarriär började år 1993 i tonårssåpan Paradise Beach. Därefter spelade han gästroller i andra australiensiska TV-dramer, däribland Water Rats, All Saints och Beastmaster. År 1996 deltog han i olika teaterproduktioner. I föreställningen  av D. H. Lawrence "Lady Chatterley's Lover" spelade han den ökände skogvaktaren Oliver Mellors, under regi av den australiensiske film- och teaterregissören Robert Chuter.
År 1999 landade han i sin första huvudroll i en film vid namn Tomoko, som spelades in på plats i Tokyo, där han spelade mot Rumiko Koyanagi. År 2000 spelade han rollen som Marcus Antonius i Xena – Krigarprinsessan, samt därefter som en dansande salsalärare i den prisbelönta australiensiska filmen Lantana, där han spelade mot Anthony LaPaglia känd från Brottskod: Försvunnen.
Manu Bennett återvände till Nya Zeeland senare samma år för att bland annat medverka i den populära TV-dramat Shortland Street och spelade sedan en polis som blev advokat i Street Legal. Han började senare jobba med sin kusin Michael Bennett som var regissör på den Twilight Zone-inspirerade Māori-serien Mataku, för att sedan börja jobba med Richard Taylor från det oscarsbelönade bolaget Weta Workshop på Creature Quest.
År 2003 ledde han den nyzeeländska realityserien Going Straight. År 2006 fick han en roll i The Marine där han spelade tillsammans med wrestlingstjärnan John Cena och Robert Patrick. Ett år senare fick han rollen som en av de 10 fångarna i The Condemned, där han spelade tillsammans med Stone Cold Steve Austin och Vinnie Jones. År 2006 fick han även spela mot Josh Hartnett i filmen 30 Days of Night, där han spelade rollen som Billy Kitka.
År 2010 medverkade han i den nya amerikanska TV-serien Spartacus: Blood and Sand, om den trotsige gladiatorn Spartacus. Här hade han nyckelrollen som Crixus, mästaren av Capua.
År 2012 spelade han rollen som skurken Azog i filmen Hobbit: En oväntad resa.

## Filmografi
| År         | Titel                        | Roll               |
| ---------- | ---------------------------- | ------------------ |
| 1993       | Paradise Beach               | Kirk Barsby        |
| 1994       | Blue Heelers                 | Mark Davies        |
| 1996       | Water Rats                   | Joseph Lipinski    |
| 1998       | All Saints                   | Darren             |
| 1998       | The Violent Earth            | Wanatcha DuValier  |
| 1999       | BeastMaster                  | Terron Leader      |
| 2000       | Xena – Krigarprinsessan      | Marcus Antonius    |
| 2001– 2002 | Shortland Street             | Jack Hewitt        |
| 2001       | Lantana                      | Steve Veldez       |
| 2001       | Street Legal                 | Matt Urlich        |
| 2003       | Going Straight               | Bennett            |
| 2006       | The Marine                   | Bennett            |
| 2007       | The Condemned                | Paco               |
| 2007       | 30 Days of Night             | Deputy Billy Kitka |
| 2010       | Spartacus: Blood and Sand    | Crixus             |
| 2011       | Spartacus: Gods of the Arena | Crixus             |
| 2011       | Sinbad and The Minotaur      | Sinbad             |
| 2012       | Spartacus: Vengeance         | Crixus             |
| 2012       | Bikie Wars: Brothers in Arms | Sunshine           |
| 2012       | Hobbit: En oväntad resa      | Azog               |
| 2013       | Spartacus: War of the Damned | Crixus             |
| 2013       | Arrow                        | Deathstroke        |
| 2013       | Hobbit: Smaugs ödemark       | Azog               |
| 2014       | Hobbit: Femhäraslaget        | Azog               |